# Nicolas Sanson
Nicolas Sanson (n. 20 decembrie 1600, Abbeville, Picardie⁠(d), Franța – d. 7 iulie 1667, Paris, Regatul Franței) a fost un cartograf francez, denumit de unii „părintele cartografiei franceze”.

## Viața și lucrări
S-a născut dintr-o veche familie din Picardia de origine scoțiană, la Abbeville, la 20 (sau 31) decembrie 1600 și a fost educat de iezuiți la Amiens.

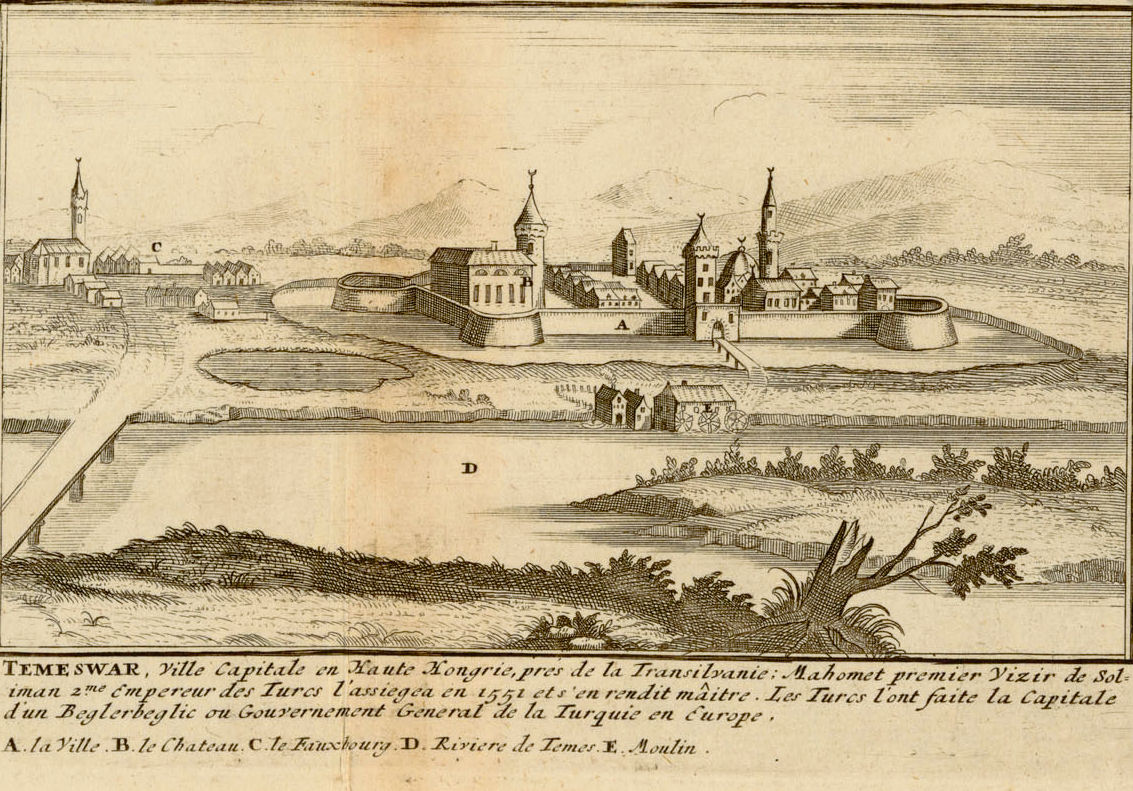
Timișoara, 1656.

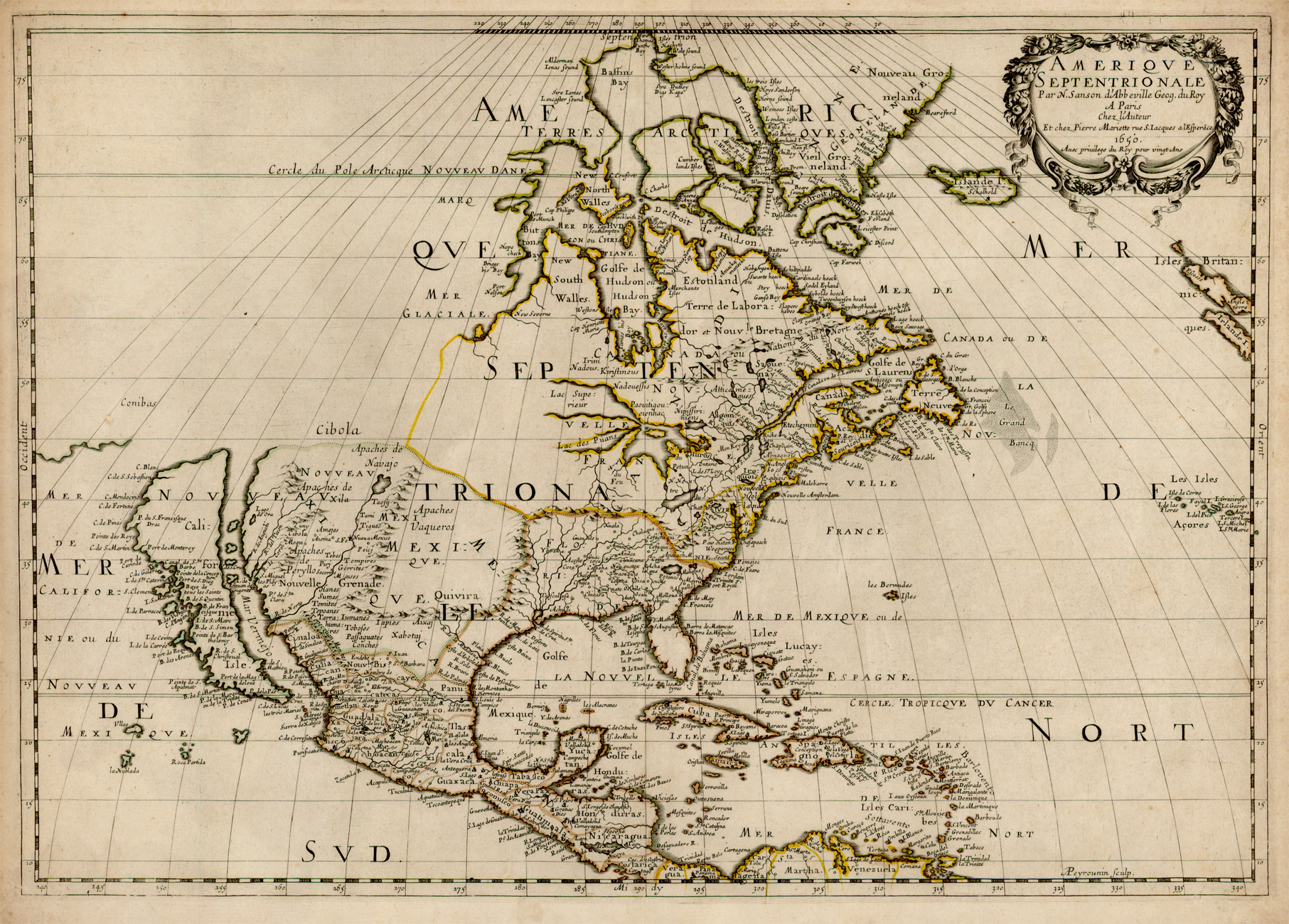
O hartă din 1650 cu America de Nord (California este desenată ca o insulă).

În 1627 a atras atenția lui Richelieu cu o hartă a Galiei pe care a făcut-o (sau cel puțin început-o) pe când avea doar optsprezece ani. Sanson a fost geograf regal. A dat lecții de geografie atât lui Ludovic al XIII-lea, cât și lui Ludovic al XIV-lea; se spune că când Louis XIII a ajuns la Abbeville, a preferat să fie oaspetele lui Sanson (atunci angajat la fortăreață), în loc să ocupe cazările furnizate de oraș. La încheierea acestei vizite, regele l-a făcut pe Sanson consilier de stat.
Activ din 1627, Sanson a publicat prima sa hartă de importanță, „Postes de France”, în 1632 de Melchior Tavernier. După ce a publicat el însuși mai multe atlasuri generale, a devenit asociatul lui Pierre Mariette, editor de tipărituri.
În 1647, Sanson a acuzat iezuitul Philippe Labbe susținând că l-ar fi plagiat în Pharus Galliae Antiquae; în 1648 și-a pierdut fiul Nicolas, cel mai mare, ucis în timpul Frondei. Printre prietenii anilor lui de mai târzii a fost și marele Condé. A murit la Paris pe 7 iulie 1667. Cei doi fii mai mici, Adrien (d. 1708) și Guillaume (d. 1703), l-au succedat în slujba regelui.
În 1692, Hubert Jaillot a colectat hărțile lui Sanson într-un Atlas nouveau.

## Lucrări principale
- Galilee antiquae descriptio geographica (1627);
- Graeciae antiquae descriptio (1636);
- L'Empire romain (1637);
- Britannia, ou recherches de l'antiquité d'Abbeville (1638), în care încearcă să identifice Britannia lui Strabon cu Abbeville;
- La France (1644);
- Tables méthodiques pour les divisions des Gaules (1644);
- L'Angleterre, l'Espagne, l'Italie et l'Allemagne (1644);
- Le Cours du Rhin (1646);
- In Pharum Galliae antiquae Philippi L'Abbe disquisitiones (1647–1648);
- Remarques sur la carte de l'ancienne Gaule de César (1651);
- L'Asie (1652);
- Index geographicus (1653);
- Les Estats de la Couronne d'Arragon en Espagne (1653);
- Geographia sacra (1653);
- L'Afrique (1656)
- Sanson, Nicolas (1656), Le Canada ou Nouvelle France, &c., Paris: Chez Pierre Mariette, OCLC 32881783[nefuncțională – arhivă]
- Sanson, Nicolas (1658), Cartes générales de toutes les parties du monde, Paris: P. Mariette, OCLC 11510414
- Tables geographiques des divisions du globe terrestre (1677). Paris: H. Jalliot. 26 p.